# ガイジンさん大指摘!爆笑!日本人の急所!
ガイジンさん大指摘! 爆笑 日本人の急所!!(がいじんさんだいしてき!ばくしょう!にっぽんじんのきゅうしょ)は、アール・エフ・ラジオ日本で放送されていたラジオ番組である。東京・麻布台のスタジオから放送した。録音放送。
取り上げる内容は時事ネタが多いが、エロネタを紹介するコーナーも存在する。
2007年ごろにエンディングテーマが変更された。

## 放送時間
- 2007年4月〜2007年8月　毎週土曜日　27:00〜28:00(日曜未明 3:00〜4:00）
- 2005年4月〜2007年3月　毎週土曜日　22:00〜23:00
- 2004年10月〜2005年3月　毎週月〜金曜　18:00〜20:00

## 出演者

### MC
- アール・エフ・ラジオ日本アナウンサー・細淵武揚

### 出演するガイジンさんパネラー
- フィフィ(エジプト)
- コピーニ(フランス)
- サヘル(イラン)
- キム(韓国)
- ブンシリ(タイ)
- ペピ(スペイン)
- ガルシア(フィリピン)
- マッティ(ドイツ) ほか

### 以前のMC・出演者
- 若林健治（元日本テレビアナウンサー、日本テレビ入社以前は、中部日本放送に勤務）
- アンディ・オロゴン （金曜パネラー）

## ポッドキャストでの配信
- RFラジオ日本の番組ページで当番組のポッドキャストを配信中。(MP3形式)
- アップルコンピュータ製の音楽ソフト『Itunes』のItunes Music storeでも配信。

## 過去に放送していた局
- 岐阜ラジオ（2006年3月26日の放送をもってGBSでの放送は終了。）
- ラジオ関西（ナイター休止時に放送していた。）